# Odet de Turnèbe
Odet de Turnèbe (ur. 23 października 1552 w Paryżu, zm. 20 lipca 1581 tamże) – francuski dramaturg, syn Turnebusa profesora, znawcy starożytnej kultury greckiej.
Odet de Turnèbe dysponował wrodzonym dowcipem i inteligencją, otrzymał też staranne wykształcenie, co przyczyniło się do jego kariery. Jako adwokat trafił do parlamentu paryskiego, był też przewodniczącym komisji skarbowej (Cour des monnaies). W wieku 28 lat zachorował, dostał wysokiej gorączki i zmarł.

## Dzieła
W 1580 roku napisał komedię Les Contents głównie inspirowaną (podobnie jak Pierre de Larivey) współczesną włoską komedią. Dzieło wydane zostało po jego śmierci.
Napisał także trzy petrarkowskie sonety (pierwszy po francusku, drugi po włosku i trzeci po hiszpańsku), wiersz zatytułowany La Puce (używając łacińskiej wersji swego imienia - Odet de Tournebu)
oraz dwanaście sonetów Sonets sur les ruines de Luzignan skierowanych do Catherine Des Roches, której zadeklarował miłość

## Twórczość
Około 1580 r. powstała komedia prozą pt. Les Contents (1961) którą Émile Chasles opisuje jako komedię w stylu włoskim, lekką, dowcipną, napisaną dobrym, dojrzałym językiem. Stworzył 3 sonety w stylu Petrarki – jeden po francusku, jeden po włosku oraz jeden po hiszpańsku. Ponadto pozostawił cykl 12 sonetów miłosnych Sonets sur les ruines de Luzignan dedykowanych Catherine Des Roches, w której był zakochany. Pozostawił też wiersz o sobie La Puce (pchła) d’Odet de Tournebu, Advocat en la cour de Parlement, używając w tytule swego nazwiska w pisowni włoskiej.